# بيتر ميرفي (رجل أعمال)
بيتر ميرفي (بالإنجليزية: Peter Murphy)‏ هو شخصية أعمال أمريكي، ولد في 1962 في ماساتشوستس في الولايات المتحدة.